# باشگاه فوتبال متالورگ-۲ دونتسک
باشگاه فوتبال متالورگ-۲ دونتسک (انگلیسی: FC Metalurh-2 Donetsk) یک باشگاه فوتبال در شهر دونتسک اوکراین بود. این باشگاه در لیگ فوتبال اوکراین بازی می‌کرد. این باشگاه در سال ۱۹۹۶ تأسیس شد. 